# Gmina Bubq
Gmina Bubq (alb. Komuna Bubq) – gmina położona w środkowej części Albanii. Administracyjnie należy do okręgu Kruja w obwodzie Durrës. W 2011 roku populacja gminy wynosiła 5951, 2941 kobiety oraz 3010 mężczyzn, z czego Albańczycy stanowili 67,50% mieszkańców.
W skład gminy wchodzi siedem miejscowości: Bilaj, Bubq, Budull, Mazhë-Madhe, Mazhë-Vogël, Mallkuc, Murqinë.